# Brayopsis calycina
Brayopsis calycina är en korsblommig växtart som först beskrevs av Nicaise Auguste Desvaux, och fick sitt nu gällande namn av Ernest Friedrich Gilg och Reinhold Conrad Muschler. Brayopsis calycina ingår i släktet Brayopsis och familjen korsblommiga växter. Inga underarter finns listade i Catalogue of Life.